# یولیسز کوریا ای سیلوا
یولیسز کوریا ای سیلوا (انگلیسی: Ulisses Correia e Silva؛ زادهٔ ۴ ژوئن ۱۹۶۲) یک سیاست‌مدار اهل کیپ ورد است.